# سكوت فليتشير (لاعب هوكي الجليد)
سكوت فليتشير (بالإنجليزية: Scott Fletcher)‏ هو لاعب هوكي الجليد أمريكي، ولد في 12 يناير 1988 في هاسليت في الولايات المتحدة.

## وصلات خارجية
- سكوت فليتشير على موقع دوري الهوكي الوطني (الإنجليزية)
- سكوت فليتشير على موقع EliteProspects.com (الإنجليزية)
- سكوت فليتشير على موقع HockeyDB.com (الإنجليزية)